# Сладки Врх
Сладки Врх (словен. Sladki Vrh) је насељено место у општини Шентиљ, Подравска регија, Словенија.

## Историја
До територијалне реорганизације у Словенији био је у саставу старе општине Песница.

## Становништво
У попису становништва из 2011. године, Сладки Врх је имао 794 становника.
| Број становника према пописима | Број становника према пописима | Број становника према пописима |
| ------------------------------ | ------------------------------ | ------------------------------ |
| 1991                           | 2002                           | 2011                           |
| 905                            | 846                            | 794                            |

## Привреда
Чувена фабрика папира Палома налази се у Сладком Врху.